# Uncensored 1996
Uncensored 1996 fu un pay-per-view organizzato dalla federazione di wrestling World Championship Wrestling (WCW); si svolse il 24 marzo 1996 presso il Tupelo Coliseum di Tupelo, Mississippi, Stati Uniti.

## Descrizione
Al pay-per-view vero e proprio furono combattuti sette match, in quanto i primi quattro furono trasmessi in diretta su WCW Main Event prima dell'inizio dello show. Il main event fu il Doomsday Cage match che vide Hulk Hogan e Randy Savage affrontare l'Alliance to End Hulkamania, gruppo costituito da Ric Flair, Arn Anderson e The Dungeon of Doom. Altro match importante dell'evento fu il Chicago Street Fight tra Road Warriors e Sting & Booker T. Prevalsero Sting & Booker. Solamente un titolo venne difeso all'evento. Konnan difese con successo la cintura WCW United States Heavyweight Championship contro Eddie Guerrero.
Diamond Dallas Page avrebbe dovuto originariamente affrontare Johnny B. Badd per il WCW World Television Championship, ma Badd perse la cintura contro Lex Luger prima del ppv e lasciò la federazione poco tempo dopo. Al suo posto venne scelto The Booty Man come avversario di Page, che aveva rubato a quest'ultimo la valletta Kimberly, che ora si faceva chiamare "The Booty Babe". Il main event dello show fu il Doomsday Cage match dove Randy Savage & Hulk Hogan furono costretti ad affrontare tutti gli altri. Alla fine Savage schienò Ric Flair dopo che Lex Luger aveva accidentalmente colpito Flair con un guanto di ferro. Durante il match, The Booty Man interferì dando delle padelle ai Mega Powers (Hogan & Savage) da usare come armi.

## Risultati
| N. | Risultati | Stipulazione                                                   | Durata |
| -- | --- | -------------------------------------------------------------- | ------ |
| 1  | Mr. J.L. sconfigge Dean Malenko | Single match                                                   | 03:20  |
| 2  | Jim Duggan sconfigge Big Bubba Rogers | Single match                                                   | 03:20  |
| 3  | Dick Slater (con Col. Robert Parker) sconfigge Alex Wright | Single match                                                   | 01:55  |
| 4  | The Steiner Brothers (Rick & Scott) contro The Nasty Boys (Brian Knobbs & Jerry Sags) termina in no contest                                                                                | Tag team match                                                 | 05:19  |
| 5  | Konnan (c) sconfigge Eddie Guerrero | Single match per il WCW United States Heavyweight Championship | 18:27  |
| 6  | The Belfast Bruiser sconfigge Lord Steven Regal per squalifica | Single match                                                   | 17:33  |
| 7  | Col. Robert Parker sconfigge Madusa | Single match                                                   | 03:47  |
| 8  | The Booty Man (con The Booty Babe) sconfigge Diamond Dallas Page | Single match                                                   | 16:00  |
| 9  | The Giant (con Jimmy Hart) sconfigge Loch Ness | Single match                                                   | 02:34  |
| 10 | Sting & Booker T sconfiggono The Road Warriors (Hawk & Animal) | Chicago Street Fight match                                     | 29:33  |
| 11 | Hulk Hogan & Randy Savage sconfiggono Ric Flair, Arn Anderson, Meng, The Barbarian, Lex Luger, The Taskmaster, Z-Gangsta, e The Ultimate Solution (con Woman, Miss Elizabeth & Jimmy Hart) | Doomsday Cage match                                            | 25:16  |